# Terorismus

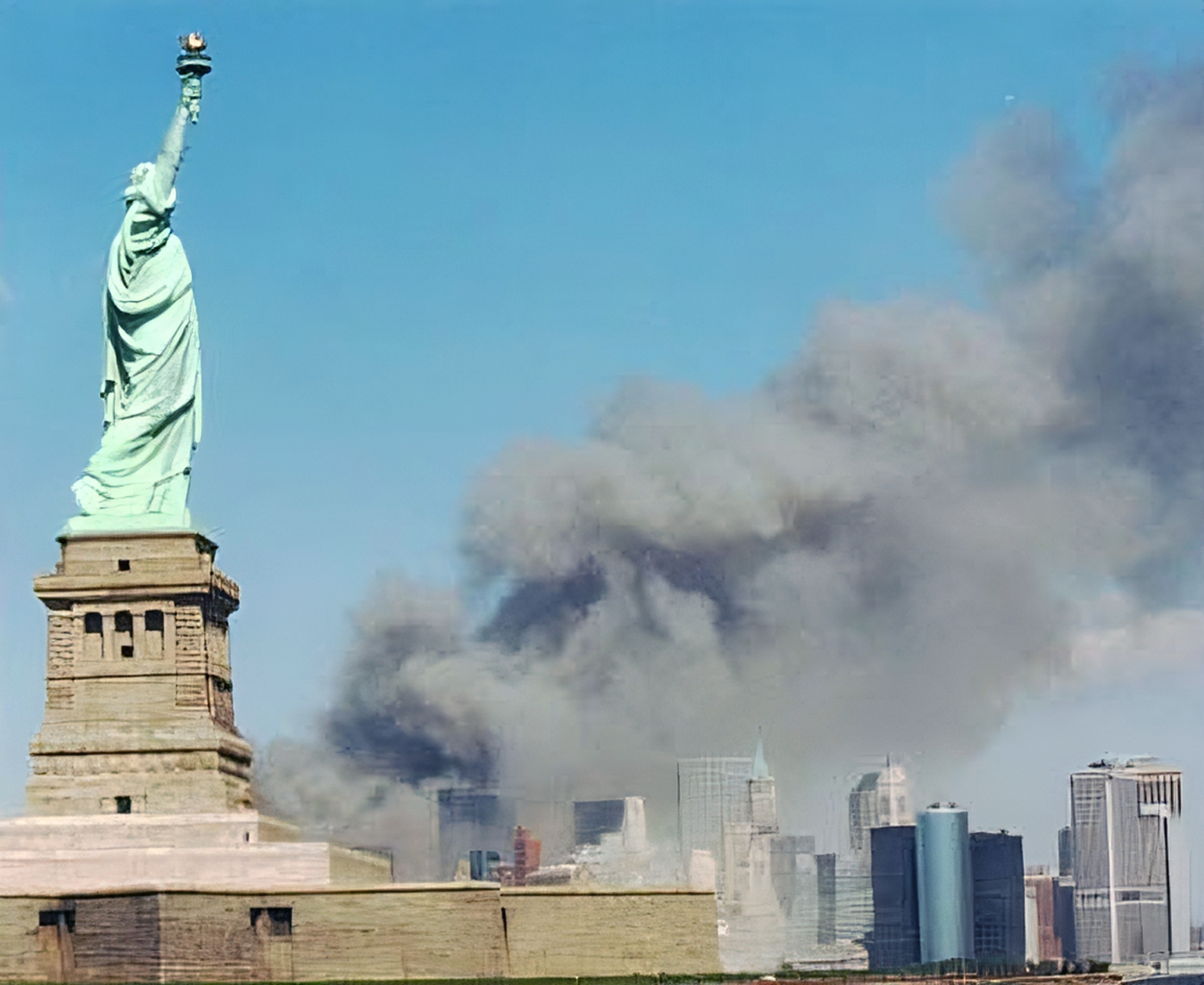
New York, 11. září 2001, bezprostředně po útoku teroristů na budovy Světového obchodního centra

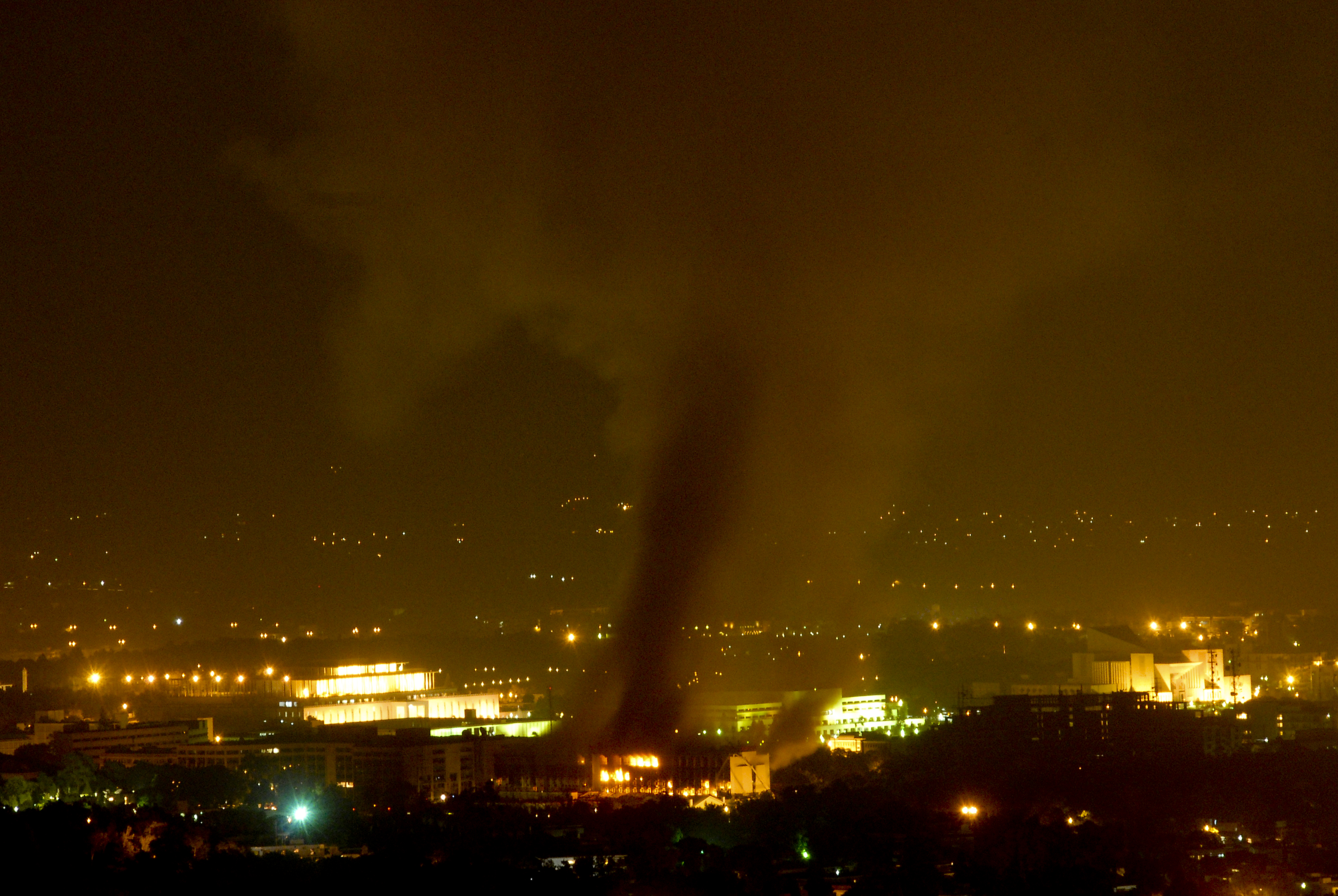
Bombový útok na hotel Marriott v Islamabádu. Okolo 35 000 Pákistánců zemřelo v posledních letech na následky terorismu

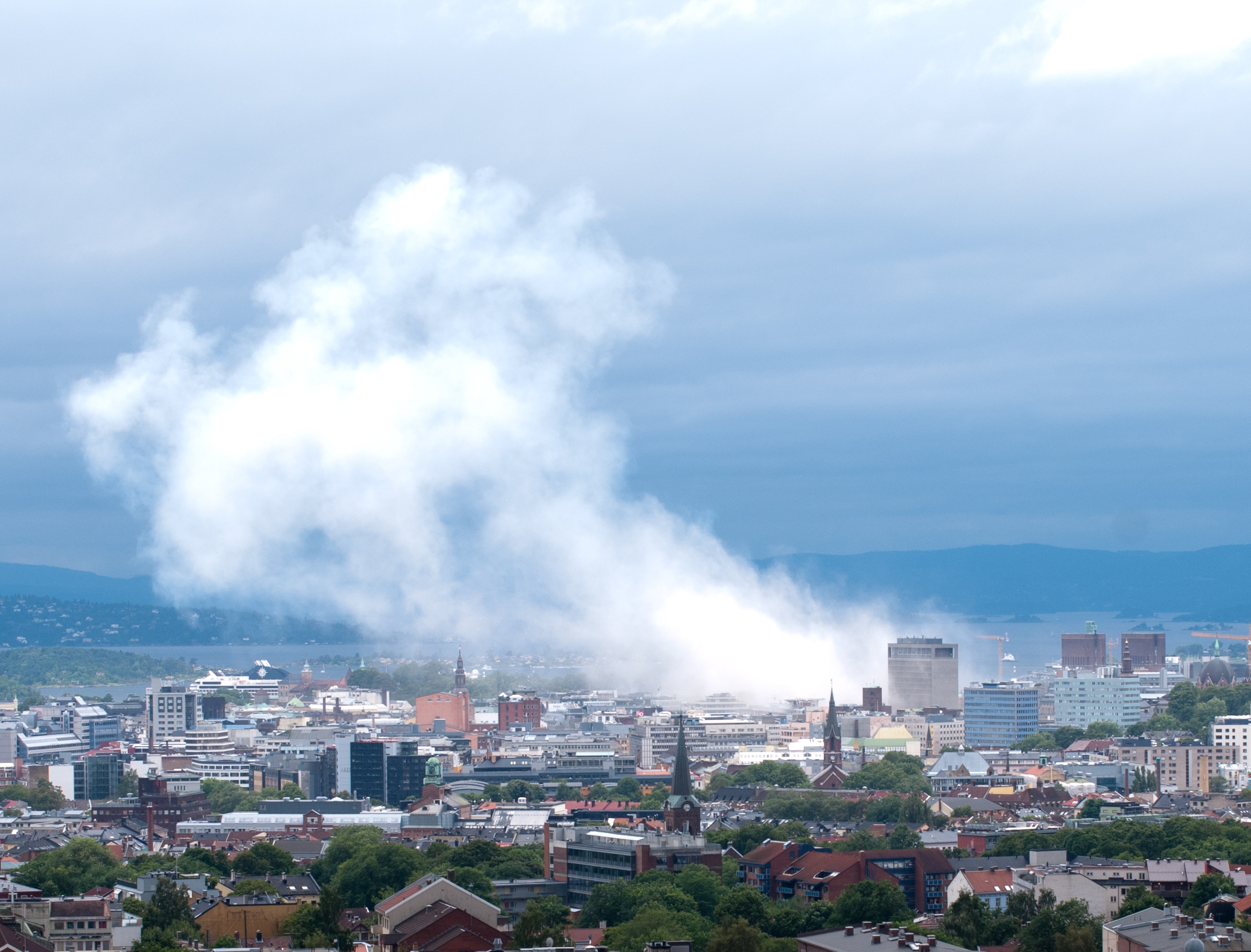
Oslo v Norsku krátce po útoku v roce 2011

Terorismus je užití násilí nebo hrozby násilím za účelem zastrašit protivníka a dosáhnout politických (případně politicko-náboženských) cílů. Terčem teroristických akcí jsou většinou civilisté. Mezi teroristické metody patří atentáty, bombové útoky, únosy osob nebo dopravních prostředků a další násilné akty. Akty násilí bývají plánovány tak, aby u veřejnosti vyvolaly pocit strachu a nejistoty. Někdy má terorismus podobu vydírání s cílem dosáhnout splnění konkrétních politických požadavků. Vedlejším účelem teroristických akcí je také získání publicity. Nestátní teroristické skupiny mají obvykle malý počet členů, omezené zdroje a do povědomí veřejnosti se snaží dostat násilnými útoky prováděnými taktikou „udeř a uteč“, v poslední době[kdy?] též „udeř a zemři“.
Teroristických metod používají zejména skupiny ultrapravicové či rasistické, ultralevicové, náboženské (teď především islamistické, což je počátkem 21. století nejznámější a nejnebezpečnější druh terorismu, ale teroristické útoky páchali také extremisté jiných náboženství jako židovství, křesťanství a hinduismu) a nacionalistické či separatistické. Výjimečně byly teroristické útoky motivovány i jinými ideologiemi, například v souvislosti s hnutím za práva zvířat (ELF) a ekologickým hnutím (ekoterorismus), hnutím proti potratům (pro-life) anebo odporem proti lidem odlišné sexuální orientace.
V současnosti je terorismus v očích veřejnosti spojen především s islámským radikalismem. Separatistické útoky působí škody převážně materiální, na rozdíl od nábožensky motivovaných útoků.
V případě, že jsou k páchání terorismu používány státní složky (armáda, policie), hovoří se o státním terorismu.

## Definice terorismu

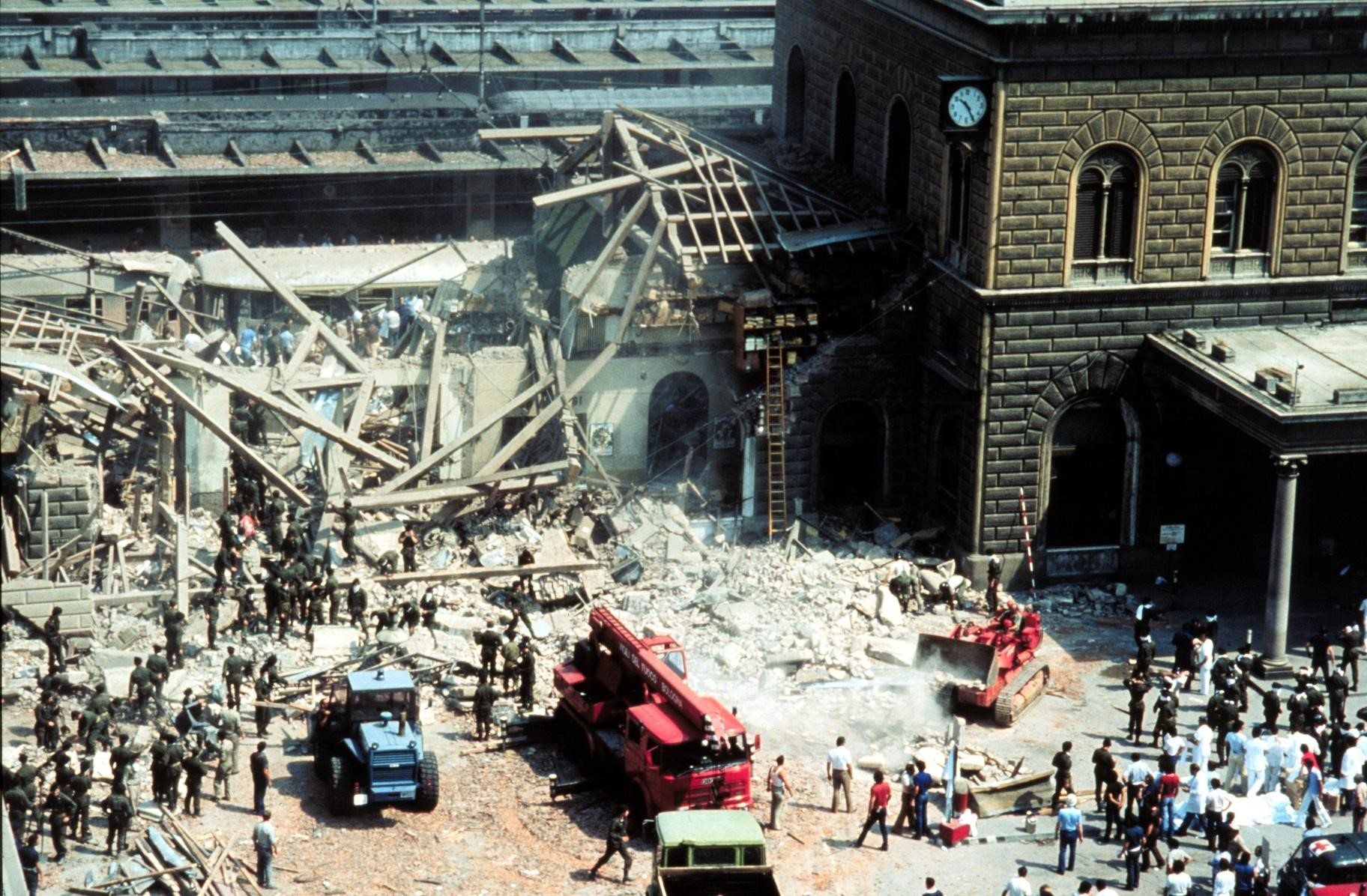
Atentát v Boloni 2. srpna 1980

Terorismus má řadu definic a používání tohoto pojmu je tudíž v mnoha případech velice kontroverzní. Pojem terorismus byl poprvé použit během Velké francouzské revoluce pro popis metod používaných vládou vůči jejím nepřátelům.
Schmidt a Jongman provedli v roce 1988 výzkum mezi odborníky na terorismus a zjistili, že existuje nejméně 109 definic terorismu. Z analýzy vyplynulo, že v definicích se opakovaly nejčastěji tyto prvky:
- Násilí, síla (83,8 %)
- Politický motiv (65 %)
- Strach (53 %)
- Výhrůžky (48 %)
- Psychologické efekty a očekávané reakce (41,2 %)
- Nesoulad mezi cíli útoků a jejich oběťmi (37,5 %)
- Úmyslná, plánovaná, systematicky organizovaná akce (32 %)
- Metody boje, strategii, taktiku (30,8 %)

Dle Ganora jsou typickými prvky terorismu „použití či výhrůžka použitím násilí“, „politické cíle“ a „civilisté jako oběti“.
Lze nabídnout i několik dalších definic terorismu:
| „ | Termín ‚terorismus‘ označuje promyšlené, politicky motivované násilí prováděné proti nekombatantům subnacionálními skupinami či tajnými agenty, obvykle za účelem ovlivnění veřejnosti. | “ |
| — | |   |

| „ | Terorismus je metoda použití síly či hrozby silou prováděná skrytými jednotlivci, skupinami nebo státem podporovanými aktéry. Akt násilí je zaměřen proti nevinným osobám nebo civilním cílům. Hlavním účelem teroristického aktu je vyvolat pocit strachu. Vedlejším účelem může být upoutání pozornosti (tzv. propaganda činem), nebo získání dílčích výhod či ústupků ze strany atakovaného aktéra. Konečným cílem terorismu je politická změna. | “ |
| — | |   |

Český právní řád definuje teroristický útok následovně:
| „                                                 | (1) Kdo v úmyslu poškodit ústavní zřízení nebo obranyschopnost České republiky, narušit nebo zničit základní politickou, hospodářskou nebo sociální strukturu České republiky nebo mezinárodní organizace, závažným způsobem zastrašit obyvatelstvo nebo protiprávně přinutit vládu nebo jiný orgán veřejné moci nebo mezinárodní organizaci, aby něco konala, opominula nebo trpěla, a) provede útok ohrožující život nebo zdraví člověka s cílem způsobit smrt nebo těžkou újmu na zdraví, b) zmocní se rukojmí nebo provede únos, c) zničí nebo poškodí ve větší míře veřejné zařízení, dopravní nebo telekomunikační systém, včetně informačního systému, pevnou plošinu na pevninské mělčině, energetické, vodárenské, zdravotnické nebo jiné důležité zařízení, veřejné prostranství nebo majetek s cílem ohrozit tím lidské životy, bezpečnost uvedeného zařízení, systému nebo prostranství anebo vydat majetek v nebezpečí škody velkého rozsahu, d) naruší nebo přeruší dodávku vody, elektrické energie nebo jiného základního přírodního zdroje s cílem ohrozit tím lidské životy nebo vydat majetek v nebezpečí škody velkého rozsahu, e) zmocní se letadla, lodi nebo jiného prostředku osobní či nákladní dopravy nebo nad ním vykonává kontrolu, anebo zničí nebo vážně poškodí navigační zařízení nebo ve větším rozsahu zasahuje do jeho provozu nebo sdělí důležitou nepravdivou informaci, čímž ohrozí život nebo zdraví lidí, bezpečnost takového dopravního prostředku anebo vydá majetek v nebezpečí škody velkého rozsahu, f) nedovoleně vyrábí nebo jinak získá, přechovává, dováží, přepravuje, vyváží či jinak dodává nebo užije výbušninu, jadernou, biologickou, chemickou nebo jinou zbraň, anebo provádí nedovolený výzkum a vývoj jaderné, biologické, chemické nebo jiné zbraně nebo bojového prostředku nebo výbušniny zakázané zákonem nebo mezinárodní smlouvou, nebo g) vydá lidi v obecné nebezpečí smrti nebo těžké újmy na zdraví nebo cizí majetek v nebezpečí škody velkého rozsahu tím, že způsobí požár nebo povodeň nebo škodlivý účinek výbušnin, plynu, elektřiny nebo jiných podobně nebezpečných látek nebo sil nebo se dopustí jiného podobného nebezpečného jednání, nebo takové obecné nebezpečí zvýší nebo ztíží jeho odvrácení nebo zmírnění [...] | “ |
| — Zákon č. 40/2009 Sb., § 311 – Teroristický útok | |   |

Z hlediska mezinárodního práva se rozdělují kriminální a válečné činy (criminal act vs. act of war). Terorismus spadá do kategorie válečného činu, neboť jeho motivací není zabíjet, ale změnit politickou situaci. Terorismus je taktikou nekonvenčního konfliktu (tedy konfliktu mezi státním a nestátním aktérem). V rámci nekonvenčního konfliktu se rozlišuje guerilla, tedy útoky na vojenské cíle a terorismus, tedy útoky na civilní cíle.

## Mezinárodní spolupráce v boji proti terorismu

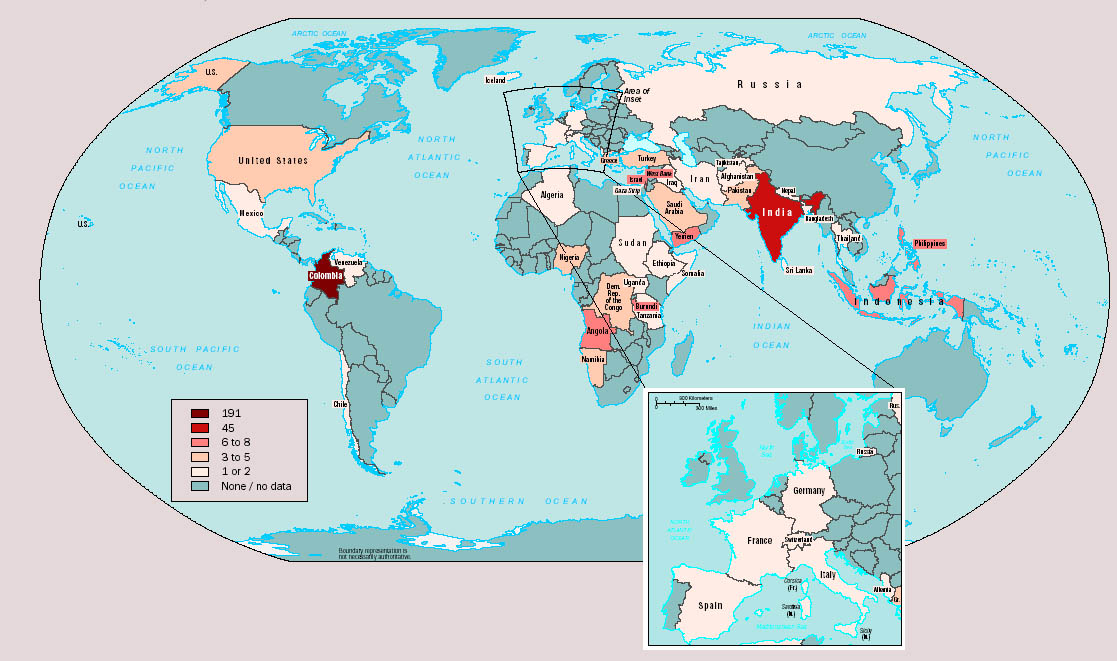
Atlas mezinárodních teroristických incidentů ve světě v roce 2001

Mezinárodní terorismus v posledních desetiletích dosáhl kvalitativního posunu ve vytváření mezinárodně propojených struktur, pročež se mezinárodní společenství již několik desetiletí víceméně úspěšně snaží spojit své síly v boji proti tomuto fenoménu. To byl také hlavní důvod, proč OSN od 60. let přijala řadu úmluv, které umožnily podstatně zdokonalit mezinárodní spolupráci v této oblasti tím, že určily její legislativní rámec. Až dosud bylo přijato 13 hlavních mezinárodních konvencí, které vymezily odpovědnost a závazky jednotlivých států v oblasti trestního práva hmotného (závazek kriminalizovat předmětná jednání) i v oblasti mezinárodní justiční spolupráce v trestních věcech, a přispěly tak k vyšší koordinaci spolupráce. Většina těchto konvencí byla podepsána a následně ratifikována i vládami České republiky. V rámci OSN pokračují diskuse o textu návrhu Obecné úmluvy OSN o boji proti mezinárodnímu terorismu (UN Comprehensive Convention on Combatting International Terrorism). Několik mezinárodních úmluv v oblasti boje proti terorismu bylo sjednáno i v rámci Rady Evropy (zejm. Evropská úmluva o potlačování terorismu a Evropská úmluva o prevenci terorismu).
Následující přehled základních úmluv a jejich stručného obsahu nasvědčuje, že mezinárodní společenství dokázalo prosadit společný zájem na potlačení nejzávažnějších projevů mezinárodního terorismu.

### Některé mezinárodní úmluvy
- Úmluva o trestných činech a některých jiných činech spáchaných na palubě civilních letadel (Tokio, 14. září 1963). Velitel letadla je oprávněn přijmout přiměřená opatření, včetně omezení osoby, která spáchala trestný čin na palubě, porušila kázeň nebo pořádek na palubě nebo ohrozila bezpečnost letu. Velitel letadla je oprávněn postupovat v souladu s Tokijskou úmluvou i tehdy, pokud je závažný důvod se domnívat, že se osoba k výše uvedeným činům teprve chystá. Velitel letadla má pravomoc předat osobu státním orgánům země, jež je signatářem úmluvy. Tokijská úmluva je aplikovatelná pouze v době kdy je letadlo považováno za „letadlo za letu“. Jedná se o okamžik od uzavření všech vnějších dveří letadla do okamžiku jejich otevření. Výjimkou je nouzové přistání, kdy lze postupovat v souladu s touto úmluvou až do okamžiku, kdy příslušný státní orgán převezme zodpovědnost za cestující, posádku, letadlo a majetek na palubě.
- Úmluva o potlačení protiprávního zmocnění se letadel (Haag, 16. prosince 1970). Podle úmluvy je každá osoba na palubě letadla, která nezákonně a s použitím síly, vyhrožováním nebo jinou formou zastrašování převezme kontrolu nad letadlem nebo se o to alespoň pokusí, obviněna z trestného činu. Všechny strany úmluvy jsou zavázány k tomu, aby takové činy trestaly co nejpřísněji
- Úmluva o potlačování protiprávních činů ohrožujících bezpečnost civilního letectví (Montreal, 23. září 1971). Podle úmluvy je považován za trestný čin jakýkoliv čin, který je spáchán jako akt násilí proti osobám na palubě letadla, pokud tento akt ohrožuje bezpečnost na palubě letadla, tedy včetně uložení výbušniny na jeho palubě, pokusu takový čin spáchat nebo spoluúčastí při takovém činu.
- Úmluva o zabránění a trestání trestných činů proti osobám požívajícím mezinárodní ochrany včetně diplomatických zástupců (New York, 14. prosince 1973). Úmluva definuje mezinárodně chráněné osoby jako jsou hlavy státu, ministři zahraničních věcí, reprezentanti státu nebo mezinárodních organizací, které mají právo zvláštní ochrany před útoky podle mezinárodního práva. Každý stát má podle úmluvy povinnost přiměřeně trestat vraždy, únosy nebo útoky proti mezinárodně chráněným osobám, násilné útoky na úřední budovy, soukromé objekty nebo dopravní prostředky takových osob. Zároveň má být podle úmluvy potrestán i pokus spáchat takový trestný čin nebo spoluúčast při něm.
- Úmluva o fyzické ochraně jaderného materiálu (Vídeň, 26. října 1979). Úmluva je zaměřena proti nezákonnému držení a použití jaderného materiálu, krádežím jaderného materiálu a hrozbám použití jaderného materiálu, které by mohly způsobit zranění více osob nebo podstatné poškození majetku.
- Mezinárodní úmluva proti braní rukojmí (New York, 17. prosince 1979). Úmluva stanoví, že „každá osoba, která zajme nebo násilím drží a hrozí smrtí, zraněním nebo pokračuje v násilném držení jiné osoby s tím cílem, aby si vynutila ze strany státu, mezinárodních organizací, fyzických nebo právnických osob nebo skupin osob určitý krok nebo zdržení se nějaké činnosti jako explicitní nebo implicitní podmínku pro propuštění rukojmí, se dopouští podle této úmluvy trestného činu braní rukojmí.“
- Protokol o boji s protiprávními činy násilí na letištích sloužících mezinárodnímu civilnímu letectví (Montreal, 24. února 1988 – doplnění Montrealské úmluvy z roku 1971). Protokol rozšiřuje opatření Montrealské úmluvy o potlačování protiprávních činů ohrožujících bezpečnost civilního letectví.
- Úmluva o zamezení nezákonných aktů proti bezpečnosti námořní dopravy (Řím, 10. března 1988). Úmluva stanovuje právní režim v případech činů proti mezinárodní námořní plavbě. Tento právní režim je podobný režimu v oblasti mezinárodní letecké dopravy. Všechny pokusy o násilné obsazení lodi, pokus o její obsazení, hrozba, že k takovému činu dojde, akt násilí proti osobě na palubě lodi, pokud tento čin ohrožuje bezpečnost lodi, kladení výbušných zařízení nebo substancí na palubu lodi nebo další činy proti bezpečnosti lodi jsou podle tohoto protokolu trestnými činy.
- Protokol o stíhání nezákonných aktů proti bezpečnosti plovoucích plošin v pevninské mělčině (Řím, 10. března 1988). Protokol stanovuje právní režim pro akty násilí zaměřené proti pevným plovoucím plošinám v kontinentálním šelfu a svými ustanoveními je podobný právnímu režimu pro oblast mezinárodní letecké dopravy.
- Úmluva o označování plastických trhavin pro účely jejich identifikace (Montreal, 1. března 1991). Úmluva se skládá ze dvou částí: samotné úmluvy a technické přílohy, která je nedílnou součástí úmluvy. Byla podepsána k zlepšení kontroly a omezení použití neznačených a nezjistitelných plastických trhavin. Jednotlivé strany úmluvy jsou povinny zajistit efektivní kontrolu nad „neoznačenými“ plastickými trhavinami, které neobsahují žádný z detekčních prostředků popsaných v technické příloze této úmluvy. Každý stát musí mimo jiné přijmout nezbytná a efektivní opatření k zákazu výroby neznačených plastických trhavin, omezení jejich přepravy uvnitř i vně teritoria státu. Zároveň musí dbát na kontrolu vlastnictví a přepravy trhavin, které byly vyrobeny ještě před přijetím úmluvy. Úmluva mimo jiné uložila všem signatářským státům, aby během tří let zničily, znehodnotily nebo co nejdříve spotřebovaly všechny zásoby neoznačených trhavin, které nejsou v držení policie nebo armády.
- Mezinárodní úmluva o potlačování teroristických bombových útoků (New York, 15. prosince 1997). Tato úmluva vytváří režim univerzální jurisdikce nad nezákonným a úmyslným použitím výbušnin a dalších smrtících prostředků proti různým veřejným objektům se záměrem zabít nebo zranit, nebo způsobit rozsáhlé poškození veřejného zařízení.
- Mezinárodní úmluva o potlačování financování terorismu (New York, 9. prosince 1999). Smluvní státy se zavazují stanovit ve svých právních řádech trestnost nejrůznějších forem financování terorismu, přijmout opatření pro identifikaci, odhalování a zmrazení nebo zabavení jakýchkoliv finančních prostředků určených k financování terorismu a vzájemně spolupracovat. (Pro ČR vstoupila smlouva v platnost 26. ledna 2006.)
- Mezinárodní úmluva o potlačování činů jaderného terorismu (New York, 14. září 2005) – pro ČR dosud nevstoupila v platnost.

### Spolupráce států G7
Státy skupiny G7 se zaměřují na spolupráci proti teroristickým aktivitám od roku 1978. Experti z těchto zemí si vyměňují informace, diskutují o slabých místech mezinárodních teroristických dohod a zvažují možné způsoby zdokonalení spolupráce k omezení vyzbrojování teroristů a jejich volného pohybu. V červnu 1995 na summitu v Halifaxu se představitelé států G7 dohodli na posílení protiteroristické spolupráce v oblasti výzkumu a využití nových technologií. Na následujícím setkání ministrů vnitra států G7 v prosinci 1995 v Ottawě byl přijat Akční plán, založený na doporučeních expertů na terorismus ze zemí G7. Tento plán předpokládá přijetí opatření zaměřených na prevenci a vyšetřování teroristických aktivit. Tento plán mimo jiné obsahuje požadavky:
- aby všechny státy přistoupily k protiteroristickým úmluvám OSN do roku 2000
- uplatňovat extradici a zdokonalit vzájemnou legislativní spolupráci
- kvalitnější výměnu zpravodajských informací
- zabránit teroristům zneužít jaderné, chemické a biologické zbraně
- zabránit falšování cestovních dokladů a tím znesnadnit pohyb teroristů
- další zkvalitnění ochrany letecké dopravy, námořní plavby a dalších dopravních systémů proti teroristickým útokům
- zdokonalit výcvik a spolupráci ve společných protiteroristických aktivitách

V Paříži se poté v červnu 1996 sešla další ministerská konference států G7 věnovaná terorismu. Konference přijala 25 doporučení, založených na Akčním plánu z Ottawy. Následné pařížské setkání expertů ze zemí G7 v prosinci 1996 podpořilo vytvoření Databáze protiteroristických zkušeností a možných způsobů reakce.
V květnu 1998 se ministři zahraničních věcí G7 sešli v Birminghamu a potvrdili svůj zájem na společném boji proti terorismu ve všech jeho formách. Vyslovili se proti jakýmkoliv ústupkům vůči teroristům a pro zkvalitnění mezinárodní spolupráce. Identifikovali čtyři základní oblasti pro další společný postup:
- zabránit financování terorismu ve státech G7
- v žádném případě neustupovat požadavkům teroristů, neplatit výkupné
- zabránit teroristům v přístupu ke zbraním a výbušninám
- posílit bezpečnost letecké dopravy

## Terorismus v historii
Terorismus je vojenskou taktikou už od dob Říše římské, ale poprvé bylo tohoto termínu použito během Francouzské revoluce, a to v souvislosti s „Vládou teroru“ (Hrůzovládou). V 19. století sloužil tento pojem k označení extrémistických politických činů. Podle Karla Pacnera se moderní terorismus zrodil v carském Rusku, kde bolševici v letech 1900–1910 uskutečnili 23 000 atentátů, kterým podlehlo přibližně 17 000 lidí. Podle Alexe Abelly a Scotta Gordona dnešní definice slova terorismus pochází z období vojenských akcí v Palestině v letech 1946 až 1947 během formování Izraele.

### Propaganda činem
Na konci 19. století a začátku 20. století se taktikou anarchistického hnutí stala mimo jiné propaganda činem, teroristické akce proti státním reprezentantům za účelem vybuzení mas k povstání. Anarchisté v rámci propagandy činem provedli úspěšné atentáty na italského krále Umberta I., rakouskou císařovnu Alžbětu Bavorskou, amerického prezidenta Williama McKinleyho, řeckého krále Jiřího I. a československého ministra financí Aloise Rašína.

### Československá podpora terorismu
V 60. letech 20. století probíhal v tehdejší ČSSR výcvik asijských a afrických teroristů pod vedením první správy ministerstva vnitra (politické rozvědky). To však skončilo likvidací pražského jara v roce 1968[zdroj?]. K dalšímu obnovení kurzů došlo v roce 1975 a výběr kandidátů byl zaměřen zejména s ohledem na podporu tzv. národně osvobozeneckých hnutí a to zejména asijských a z řad Palestinců.
Z důvodu nárůstu počtu frekventantů těchto kurzů (které vybíralo mezinárodní oddělení ÚV KSČ) došlo k 1. květnu 1982 ke vzniku Ústavu zahraničních studií Vysoké školy SNB v Zastávce u Brna. Zde neprobíhal výcvik samotných teroristů (tedy jedinců provádějících akce), ale lidí zajišťujících podporu (velitelů, plánovačů, spojařů, členů ochranek atd.). Veškerý výcvik podle některých dokumentů probíhal na čistě komerční bázi. Kvůli uzavřenosti ČSSR mohlo mnoho teroristů pobývat v Československu bez obav z prozrazení. StB přes veškeré sympatie ale těmto teroristům nevěřila a snažila se jejich organizace infiltrovat vlastními agenty. Pokud se na území ČSSR dostal známý terorista, byl obvykle v krátké době vypovězen. Týkalo se to např. proslulého Carlose, který přes území Československa projížděl v 80. letech 20. století několikrát; pokaždé StB omezila jeho pobyt na minimum a obvykle nesměl opustit letiště. Od roku 1985 měl Carlos do ČSSR vstup zakázán úplně.
Začátkem 80. let se CIA v jedné ze svých zpráv domnívala, že socialistické státy mají rozděleny úlohy v podpoře významných teroristických skupin. Československo v této zprávě chybělo.

#### Československo a Rudé brigády
V roce 1972, po smrti jednoho ze zakladatelů Rudých brigád (RB) G. Feltrinelliho se objevily první informace o možném spojení ČSSR a RB. Vodítkem mělo být 22 československých vstupních razítek v jeho pasu. Další informace o spojení následně přinesli výpovědi zatčených příslušníků RB (hovořilo se např. o návštěvách teroristů v Karlových Varech). V roce 1976 byl v italském týdeníku Il Settimanale otištěn článek přinášející informace o spojení RB a čs. zpravodajských služeb. Podobné informace obdrželo ÚV KSČ od Komunistické strany Itálie. Naproti tomu v roce 1982 dospěl římský státní zástupce F. Imposimato k závěru, že RB byly napojeny na KGB, ale i Libyi, Sýrii a LFOP. Československo ve výčtu nefigurovalo.
Koncem roku 1999 probíhalo z rozhodnutí ÚZSI vyšetřování mající nalézt v archivech důkazy o stycích čs. rozvědky s RB. Nic se však nenašlo. Naopak bylo konstatováno, že Československé zpravodajské služby měly o RB velmi málo informací. Navíc od začátku 70. let měla československá rozvědka nařízeno vyhýbat se kontaktům s ultralevicovými, komunistickými a tzv. progresivními (teroristickými) organizacemi. Důvodem byla snaha zabránit v případě prozrazení mezinárodním skandálům a kompromitacím komunistických stran.
Podle některých informací se mohlo jednat buď o dezinformace italských tajných služeb, které prováděly infiltrace RB, nebo o tzv. operaci pod cizí vlajkou, v rámci níž někdo neznámý RB podporoval, ale snažil se vyvolat dojem, že tím podporovatelem jsou československé zpravodajské služby (v rámci této možnosti se např. uvádí, že některé objekty v K. Varech, do kterých československá bezpečnost neměla přístup, vlastnila KGB a dále že v sovětském vojenském prostoru v Milovicích přistávala letadla, jejichž pasažéry československé orgány nekontrolovaly).

#### Československo a Frakce Rudé armády
Teroristé z Frakce Rudé armády (RAF) byli dlouhodobě podporováni východoněmeckou Stasi. Československé zpravodajské služby se podílely pouze na druhotné podpoře; v první polovině 80. let se např. tři teroristky z RAF zachránily útěkem ze SRN do NDR přes ČSSR.

### Balkán
Na konci devatenáctého a na začátku dvacátého století se formy terorismu vyskytly na Balkáně jako součást boje za získání samostatnosti.Vnitřní makedonská revoluční organizace (VRMO) vznikla v roce 1893 jako tajné hnutí proklamující ideály demokratického typu. Cílem bylo vyvolat ozbrojené povstání, které se mělo proměnit v partyzánskou válku. Tak po pětileté přípravě byla roku 1903 vyhozena do povětří francouzská loď naložená zbraněmi pro Turky, zapáleny plynovody a v kasinech, lokálech a barech navštěvovaných lidmi ze Západu vybuchovaly bomby. Jelikož teroristické akce nepřinesly očekávaný efekt, byla zvolena jiná cesta – ozbrojené lidové povstání, které bylo v srpnu 1903 zahájeno útokem na tureckou posádku v Albánii.

### SSSR

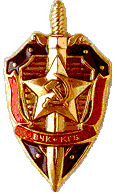
Znak KGB

Šéf rumunské depozitury KGB a šéf rumunské tajné služby generál Ion Mihai Pacepa ve svých knihách uvádí, že OOP byl projekt KGB a Jásir Arafat byl vycvičen v KGB. OOP byla desetiletí financována a zásobována ze států socialistického bloku (Semtex z Československé socialistické republiky). Ion Mihai Pacepa, Viktor Suvorov a Stanislav Luněv uvádějí, že za vznikem novodobého islámského terorismu stojí SSSR, jednou z prvních akcí bylo financování a zásobování OOP a vyškolení jeho čelných představitelů. Terorismus SSSR viděl jako efektivnější taktiku oproti standardní vojenské operaci proti Izraeli, které vždy skončily prohrou. Toto potvrzuje např. Wallace Edward Brand z University of California nebo Marius Laurinavičius, Senior Analyst, EESC ve své práci Do traces of KGB, FSB and GRU lead to Islamic State? Generál KGB Alexandr Sacharovskij řekl: „V dnešním světě, kdy jaderné zbraně mají zastaralou vojenskou sílu, terorismus by se měl stát naší hlavní zbraní.“

### Rusko

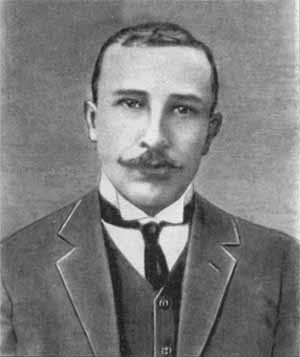
Boris Savinkov, osobnost ruského terorismu

Zejména na počátku 20. století se v Rusku na terorismus specializovala strana socialistů-revolucionářů (tzv. Eseři), jejichž aktivity způsobily smrt mnoha ruských vládních představitelů. Na začátku občanské války se teror zvýšil, zejména na venkově. Teror (tehdy státní) působil i za stalinských čistek k zastrašování lidí či k jejich zfanatizování (udají souseda nebo vlastní rodinu). Po Stalinově smrti se situace uklidnila.

### Spojené království

#### Británie
- 7. červenec 2005 – Teroristické útoky v Londýně v roce 2005

#### Skotsko
- 21. prosince 1988 – let Pan Am 103 – atentát zaměřen především proti občanům USA

#### Irsko
Irský terorismus představuje první městské teroristické hnutí se širokou škálou projevů. Bylo motivováno bojem o nezávislost zaměřeným proti „vnitřnímu kolonialismu“ ekonomického typu, jehož bylo Irsko obětí a jehož kořeny sahají až do 16. století. Integrace bojovníků a obyvatelstva byla úplná a solidární. Nejvýznamnějším prvkem irského terorismu je očividnost jeho vítězství: Velká Británie musela ustoupit ne proto, že by její vojsko bylo horší než teroristické (Irish Republican Army), ale proto, že řadové irské obyvatelstvo podporovalo odpor s nadšením. Ani nelítostná represe hnutí o nezávislost nedostala na kolena. Pod vedením Eamona de Valery a Michaela Collinse pak vznikla IRA, jíž připadla úloha dovést Irsko k úplné samostatnosti. IRA byla organisována jako skutečné vojsko, ačkoli ilegální. Velká Británie proti IRA nasadila pomocné síly policie Black and Tans (Černí a hnědí); násilí na obou stranách neustále přibývalo. Represe ze strany Black and Tans byla neúprosná: např. 14 zastřelených při fotbalovém utkání. Veřejné mínění (v Británii, a hlavně v USA) se obrátilo proti britské vládě a premiér Lloyd George musel přistoupit na kompromis: 6. prosince 1921 podepsal Michael Collins dohodu, kterou Irsko získávalo autonomní status. Historie irského terorismu tím však neskončila, jen se o čtyřicet let později přestěhovala na sever.

### Izrael

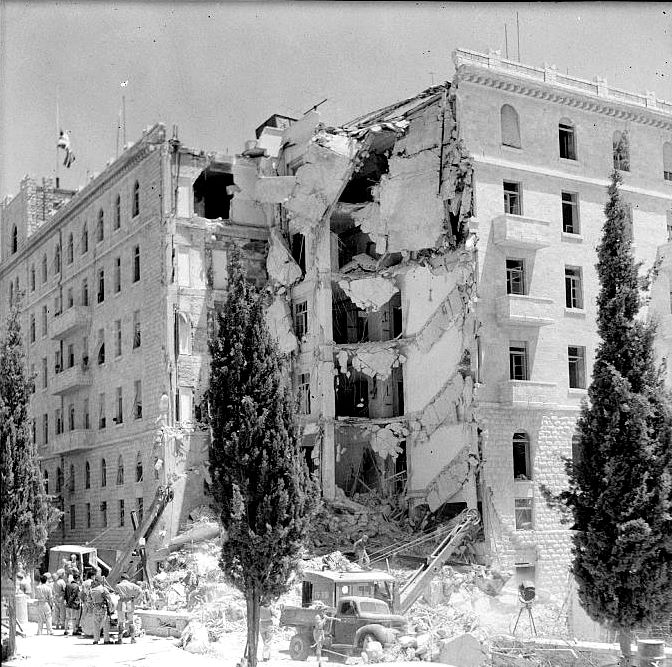
Následky bombového útoku na hotel Krále Davida provedeného sionistickou skupinou Irgun, červenec 1946

V listopadu 1917 byl Balfourovou deklarací přislíben Židům nárok na vlastní stát v Palestině. Od té doby se datuje konflikt, který přetrvává dodnes. Střety mezi arabským a židovským etnikem začaly roku 1920. Vedle prosté sebeobrany organizované asociací sebeobrany Ha-Šomer, která vznikla v Palestině r. 1909, a Haganou (od r. 1921), založil Vladimír Žabotinský tajnou vojenskou organizaci Irgun, jež zahájila činnost roku 1937. V Evropě s nástupem nacismu začaly protižidovské represe a židovská sebeobrana nemohla být za těchto podmínek brzděna. V roce 1939 však Velká Británie nepovolila vstup 450 tisícům Židů do Palestiny (srov. tzv. Bílou knihu), což se setkalo se značnou nevolí mezi osadníky. Cíl Irgunu již nebyla pouze obrana, ale i útoky proti Arabům. Dne 27. února 1939 a 9. dubna 1948 se mu podařilo rozsít paniku mezi arabskými obyvateli. V oblasti Palestiny se tak rozhořela pravá válka. Ačkoli Irgun sám se zavázal k neútočení na britské cíle na území Palestiny, jeho odštěpenecká frakce Lechi pod vedením Avrahama Sterna (odtud pejorativní název pro Lechi "Stern Gang") tuto dohodu nerespektoval. Jejich největší akcí byl útok na vesnici Deir Jassin a na hotel King David v Jeruzalémě, kde sídlil hlavní britský štáb. K velitelům útočného komanda patřil i Menachem Begin, budoucí premiér Izraele a nositel Nobelovy ceny za mír (po rozhovorech s egyptským prezidentem Sadatem).

#### Od roku 1967

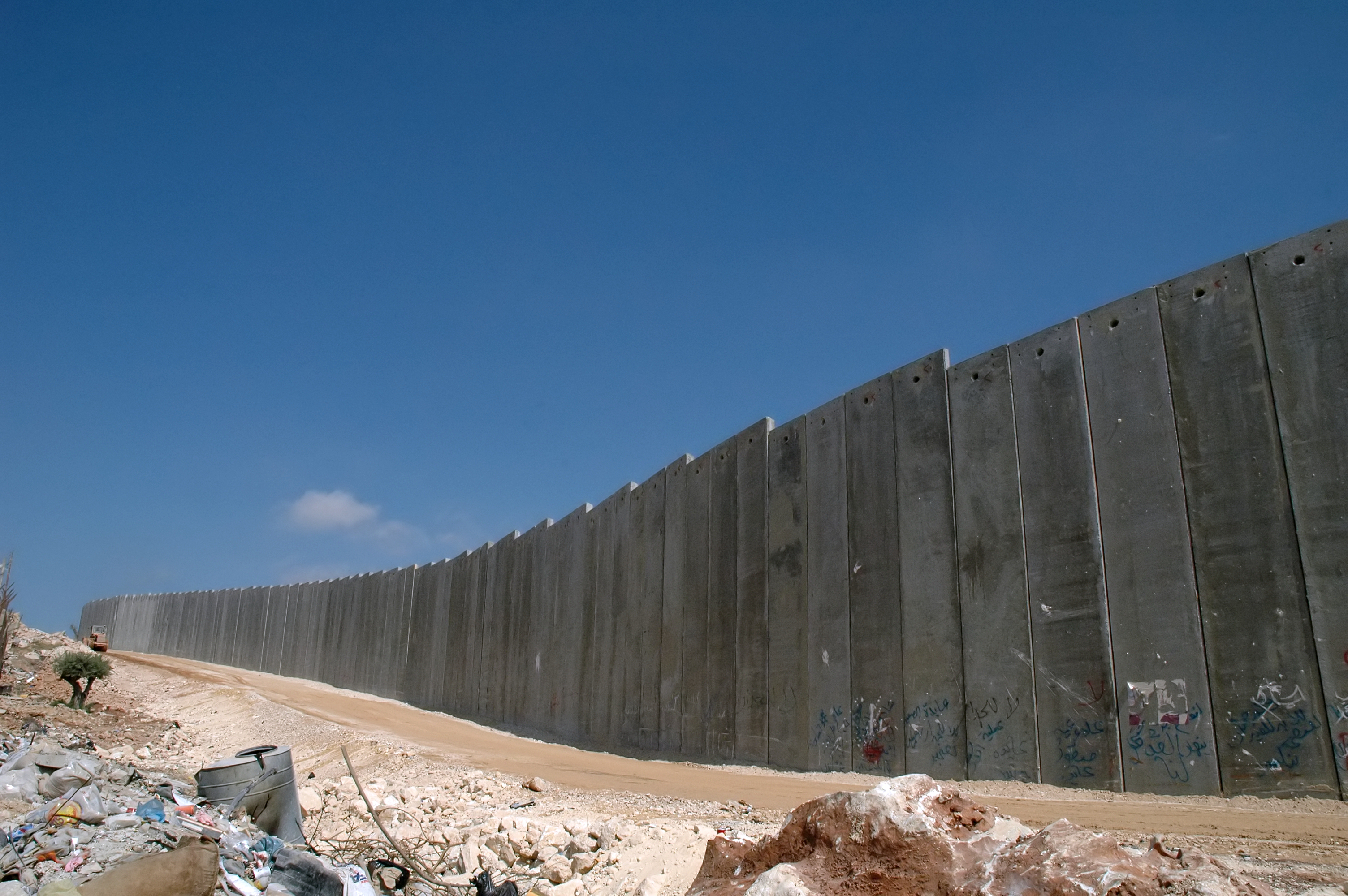
Bezpečnostní bariéra, důvod uváděný izraelskou vládou pro stavbu, je obava před pronikáním teroristů na území Izraele a zabránění přímé střelbě

Palestinský terorismus vznikl roku 1967, přesněji v období po šestidenní válce, kterou vedl Izrael s Egyptem, Sýrií a Jordánskem.[zdroj⁠?!] Od roku 1948 byl Izrael ve válce se sousedními zeměmi a jeho vzrůstající moc přinutila vlády arabských zemí (prakticky celá LAS), aby podporovaly rodící se palestinské hnutí.[zdroj⁠?!] K jejich vystoupení došlo už na konferenci arabských zemí, která podpořila vznik Organizace pro osvobození Palestiny (OOP). V OOP se spojily různé organizace, z nichž nejvýznačnější byl Al Fatah, řízený Jásirem Arafatem, Lidová fronta pro osvobození Palestiny, řízená Georgem Habášem a posléze Wádím Haddádem, a Demokratická fronta pro osvobození Palestiny. V roce 1969 byl Arafat zvolen výkonným předsedou Organizace pro osvobození Palestiny. O úspěšnosti tohoto boje svědčí i fakt, že pět let poté, 13. října 1974, byl Arafat pozván do OSN, aby zde Valnému shromáždění předestřel palestinskou otázku.[zdroj⁠?!] Nejvyšší počet atentátů byl spáchán v období mezi lety 1969 a 1986.[zdroj⁠?!] Během těchto osmnácti let byla frekvence jeden atentát za dvanáct dní.[zdroj⁠?!] Zároveň také probíhal systematický boj Izraele proti terorismu prostřednictvím Mosadu (tajná služba Izraele), kterému bylo svěřeno vyhledávání a pronásledování teroristů po celém světě. Palestinský terorismus měl celosvětový rozměr a snažil se zasahovat spíš země stojící za „sionisty“. Došlo však i k atentátům uvnitř Izraele. Mezi lety 1968 a 1986 došlo k 565 teroristickým akcím mimo hranice Izraele. Mezi nejzávažnější patřil mnichovský masakr v r. 1972, kdy během letních olympijských her bylo zajato 11 izraelských sportovců, drženo jako rukojmí a pak zabito. Svůj význam má i rozmístění teroristických akcí: na prvním místě je Itálie, následuje Francie, západní Německo, Řecko a Velká Británie. Tento výskyt není náhodný, neboť Itálie byla vybírána za nejčastější cíl hlavně pro svou zvláštní politicko – ideologickou protikladnost.[zdroj⁠?!] Itálie vždy stála jednoznačně na proizraelských pozicích ve shodě se Spojenými státy. Byla však současně zemí, která jasně vyjadřovala neutrální postoje a otevřenost vůči arabskému světu.

##### Únosy letadel palestinskými teroristy
Nejoblíbenějšími terči se staly dopravní prostředky, zvláště pak letadla.[zdroj⁠?!] K jednomu z prvních mezinárodních únosů došlo 29. srpna 1969 na římském letišti Fiumicino, kdy dva Palestinci unesli letadlo společnosti TWA do Damašku. 6. září 1970 došlo snad k nejkomplexnější akci v celé historii únosů letadel: byla unesena tři letadla (PanAm, TWA, Swissair) a jedno letadlo El Al (požadavek teroristů byl propuštění Leily Cháledové, palestinské teroristky). Po skončení akce byla první tři letadla vyhozena do povětří. Sedmnáctého prosince 1973 došlo na letišti Fiumicino k přepadení letadla společnosti PanAm a povraždění dvaatřiceti cestujících. Neúspěšnou palestinskou akcí byl zásah v Entebbe, kdy izraelská armáda rozvinula největší protiteroristickou akci v historii. Dvacátého osmého června 1976 skupina teroristů z LFOP unesla na lince z Izraele do Francie letadlo Air France s 248 cestujícími na palubě. Letadlo nakonec přistálo v Entebbe v Ugandě, jíž tehdy vládl diktátor Idi Amin. Po marných pokusech o vyjednávání se izraelská vláda rozhodla vyslat záchrannou misi. Útok trval pouhých 90 minut a v jeho průběhu bylo zabito 7 únosců, aniž by některý cestující přišel o život. K akci, která vzbudila největší zděšení, však došlo na olympijských hrách v Mnichově při mnichovském masakru, kde 5. září 1972 osm teroristů (z Al Fattáh a Černého září) zajalo členy izraelské výpravy. Na letišti ve Fürstenfeldbrucku bylo při pokusu o záchrannou akci zabito 5 teroristů, ale i devět atletů. Událost v Mnichově je nejděsivější stránkou středovýchodního terorismu. Únosy letadel prakticky ustaly až v roce 1988. Už při události v Mnichově se projevila spolupráce LFOP a RAF (Rote Armee Fraktion).

##### Únos jedenácti ministrů OPEC
Jejich společnou akcí poté byl únos jedenácti ministrů zemí OPEC, k němuž došlo 26. prosince 1975 ve Vídni. Celé akci velel jeden z nejznámějších teroristů tzv. Carlos. Akce měla (zřejmě na popud plukovníka Kaddáfího) přinutit umírněné arabské země k zaujetí tvrdé protiizraelské politiky.

#### Palestinská otázka jako impulz pro terorismus
Palestinská otázka dala mezinárodnímu terorismu rozhodující impulz.[zdroj⁠?!] Vypěstovala v něm oslavovaný kult násilí, iluzi zkratky vedoucí k řešení velkých politických a společenských problémů. Palestinští teroristé během druhé intifády, kterou rozpoutali v r. 2000, dovedli intenzitu a brutalitu teroristických útoků proti izraelskému obyvatelstvu do zatím nepoznané krajnosti.

### Indie
Indický terorismus sahá od roku 1905 do konce čtyřicátých let, tedy do doby získání nezávislosti. Zdomácněl hlavně v Bengálsku, které bylo tradičně zastáncem autonomie a nezávislosti na britském impériu, a které je dnes rozděleno mezi Indii a Bangladéš. V indickém nacionalistickém hnutí ční dvě postavy: Bál Gangádhar Tilak a Vinájak Dámódar Sávarkar, který se odstěhoval do Anglie, kde mezi indickými studenty hledal síly pro své teroristické akce. Ty vyvrcholily vraždou sira Williama Curzona Wyllieho. Poté byl vypovězen do Indie, kde ve vězení strávil dvacet let, aby se poté stal hlavou teroristické organizace Ráštrija Svajamsévak Sangh, která měla za cíl sjednocení Indie. Proto je také považován za „duchovního otce“ vraždy Gándhího.

### Alžírsko
V roce 1954 začal v Alžírsku boj za nezávislost na Francii, který v roce 1956 nabyl formy regulérního terorismu. Teroristická ofenzíva začala v Alžíru výbuchem dvou bomb; o několik dní později vyletěla do povětří dvě auta. Vůdcové alžírského osvobozeneckého boje v čele s Ferhatem Abbásem řídili operace z exilu v Maroku. Přímo v Alžíru pak řídil operace Jacev Sádí. Roku 1961 v Madridu vznikla OAS, která se stavěla proti jakékoli myšlence na to, že by Francie opustila svou kolonii. OAS bojovala i proti francouzské vládě. Spáchala několik teroristických výbuchů ve Francii i Alžírsku, a 21. dubna 1961 se neúspěšně pokusila o státní převrat ve Francii. Cíl OAS ve Francii byl paralyzovat ústřední moc vytvořením atmosféry nejistoty a strachu. Kromě přepadů v muslimské čtvrti Paříže a atentátů proti sídlům Komunistické strany Francie se OAS rozhodla zabít samotného de Gaulla. Její záměr se jí však nejméně třikrát nezdařil. Proti OAS nakonec zasáhla francouzská policie, které se podařilo organizaci rozvrátit. Roku 1962 byla v Evianu podepsána dohoda, kde byla dohodnuta alžírská nezávislost a referendum 1. června válku ukončilo, i přes několik zoufalých pokusů extrémní pravice ve Francii.

### Itálie
Dějiny italského terorismu začaly 12. prosince 1969, kdy vybuchla v Římě na Oltáři vlasti bomba. Ještě téhož dne vybuchla druhá bomba v Zemědělské bance v Miláně, kde zabila šestnáct lidí. Viníci nebyli nikdy nalezeni. Tím začaly dějiny italského terorismu v němž vynikla organizace zvaná Rudé brigády. Historie této skupiny začala v roce 1969. Tehdy se vytvořila organizace nazvaná Metropolitní politický kolektiv. Jeho duchovními vůdci byli Renato Cucio a Margherita Cagolová. Rudé brigády se aktivizovaly v roce 1970. Jejich první velkou akcí byl únos Idalga Macchiariniho, vedoucího pracovníka firmy Sit-Siemens, z 3. března 1972. Následovaly únosy čelných představitelů velkých italských firem; poté se Rudé brigády začaly specializovat na únosy soudců. Organizace byla extrémně levicově zaměřená, o čemž svědčí stejné názory s Italskou komunistickou stranou (IKS). Někteří její členové dokonce projevovali s teroristy sympatie. IKS zvítězila ve volbách postavila se proti terorismu. Uvnitř strany se však vytvořilo několik seskupení (Hnutí 1977), které s teroristy nadále sympatizovalo. Italský systém se ani po této události nezhroutil a terorismus tak přišel o svou myšlenku (koho většího zabít?). Proti brigádám se navíc přidal i odpor veřejnosti.

### Německo
Druhého června 1967 v průběhu studentské manifestace (které proběhly v těchto letech snad celou Evropou) zastřelila policie při zásahu studenta Benno Ohnesorga. To se pro některé radikální studenty stalo impulsem k rozhodnutí přejít k ozbrojenému boji. Prvními vůdci skupiny se stali Andreas Baader a Gudrun Ensslinová. Policie je však zatkla po bombovém útoku ve Frankfurtu nad Mohanem. 14. května 1970 však na scénu vstoupila nejznámější osobnost skupiny Ulrike Meinhofová, která velice riskantní operací osvobodila Baadera z vězení. Vedle Hnutí 2. června tak souběžně vznikla Skupina Baader-Meinhofová (sami se však nazvali Frakce Rudé armády). Jejich strategická linie byla na rozdíl od italských teroristů internacionálnější. Proto se také okamžitě spojili s palestinskými teroristickými hnutími, od nichž za poskytnutí základen získali zbraně a odpovídající výcvik. Německý stát se vůči teroristům ukázal daleko neústupnějším než italský. Poměrně rychle se objevil zvláštní zákon, tzv. Berufsverbot, na jehož základě byla možná velice přísná kontrola loajality státních zaměstnanců. Došlo také ke zpřísnění policejní kontroly a rozšíření pravomocí policie. To vše pomohlo pořádkovým silám dosáhnout brzy významných výsledků: v květnu 1972 po sérii atentátů policie zadržela Andrease Baadera. Ensslinová byla zatčena 8. června 1972 a do policejní sítě padla i Ulrike Meinhofová. Následujícího roku Hnutí 2. června uneslo představitele křesťanskodemokratické strany v Berlíně Petera Lorenze. Německá vláda tak poprvé (a také naposled) ustoupila a propustila šest teroristů. 9. května 1976 byla ve své cele nalezena oběšená Meinhofová, ačkoli její druzi sebevraždu zcela vyloučili. Zahájil se tím nejdramatičtější rok německého terorismu. Frakce Rudé armády spáchala vraždu generálního prokurátora v Karlsruhe a následovala vražda prezidenta Dresdner Bank. 5. září došlo k únosu prezidenta Asociace německých průmyslníků Hannse-Martina Schleyera a události dostaly rychlý spád. Německá policie zahájila rozsáhlé represe. Dne 13. října 1977 teroristé zaútočili znovu: unesli letadlo společnosti Lufthansa. 18. října byla ve věznici ve Stammheimu nalezena mrtvá těla Baadera, Ensslinové a Raspeho (v důsledku sebevraždy). Následujícího dne bylo v Mylhúzách ve Francii nalezeno Schleyerovo mrtvé tělo. K poslední vraždě došlo 1. února 1985, kdy byl zavražděn německý průmyslník Zimmermann. Poté stopa RAF mizí.

### Islámský terorismus

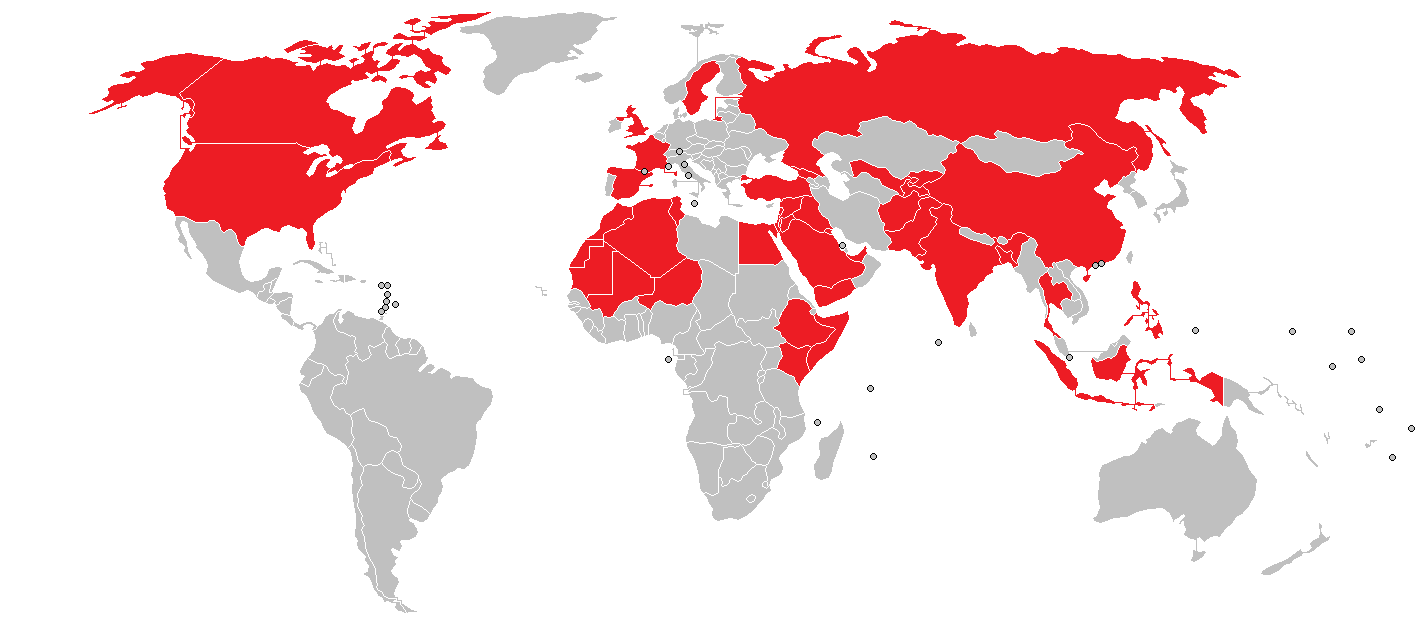
Země, kde mezi 11. zářím 2001 a rokem 2011 došlo k islámským teroristickým útokům.

#### Turecko
V roce 2014 bylo odhaleno, že turecká Národní zpravodajská organizace dodává zbraně islamistickým sunnitským bojovníkům v Sýrii. Turečtí novináři, kteří o turecké podpoře islamistů informovali, byli zatčeni a obvinění ze špionáže. Turecko, Saúdská Arábie a Katar podporovaly zbraněmi a penězi příslušníky teroristické organizace Fronta an-Nusrá, která je syrskou pobočkou teroristické organizace Al-Káida. V říjnu 2014 obvinil americký viceprezident Joe Biden Turecko, Saúdskou Arábii a Spojené arabské emiráty, že v boji proti syrské vládě podporovaly teroristické organizace An-Nusrá a Al-Káida i další džihádistické radikály, kteří přicházeli z celého světa bojovat v Syrské občanské válce.
Někteří komentátoři a politici vinili Turecko, Saúdskou Arábii, a Katar z podpory Islámského státu. Turecko bylo také obviněno z obchodních styků s Islámským státem.
V březnu 2018 v reakci na propuštění zadrženého představitele kurdské politické strany PYD, kterou Turecko považuje za teroristickou organizaci, obvinilo Turecko Českou republiku z podpory terorismu.

#### Saúdská Arábie
Od roku 2015 uzavírá Saúdská Arábie dohody s bojovníky al-Kajdy, kterým platí, aby na straně vládního vojska bojovali v občanské válce v Jemenu proti hútíjským povstalcům, které podporuje Írán. Některé dohody umožnily bojovníkům al-Kajdy opustit území i s výzbrojí a bojovou technikou. Podle AP analytika Michaela Hortona: „Někteří z americké armády dobře vědí, že podporou koalice v Jemenu pomáhají i tamní odnoži al-Kajdy. Ale podpora SAE a Saúdské Arábie proti tomu, co USA vidí jako íránský expanzionismus, má přednost před bojem proti al-Kajdě.“

#### Islámský stát

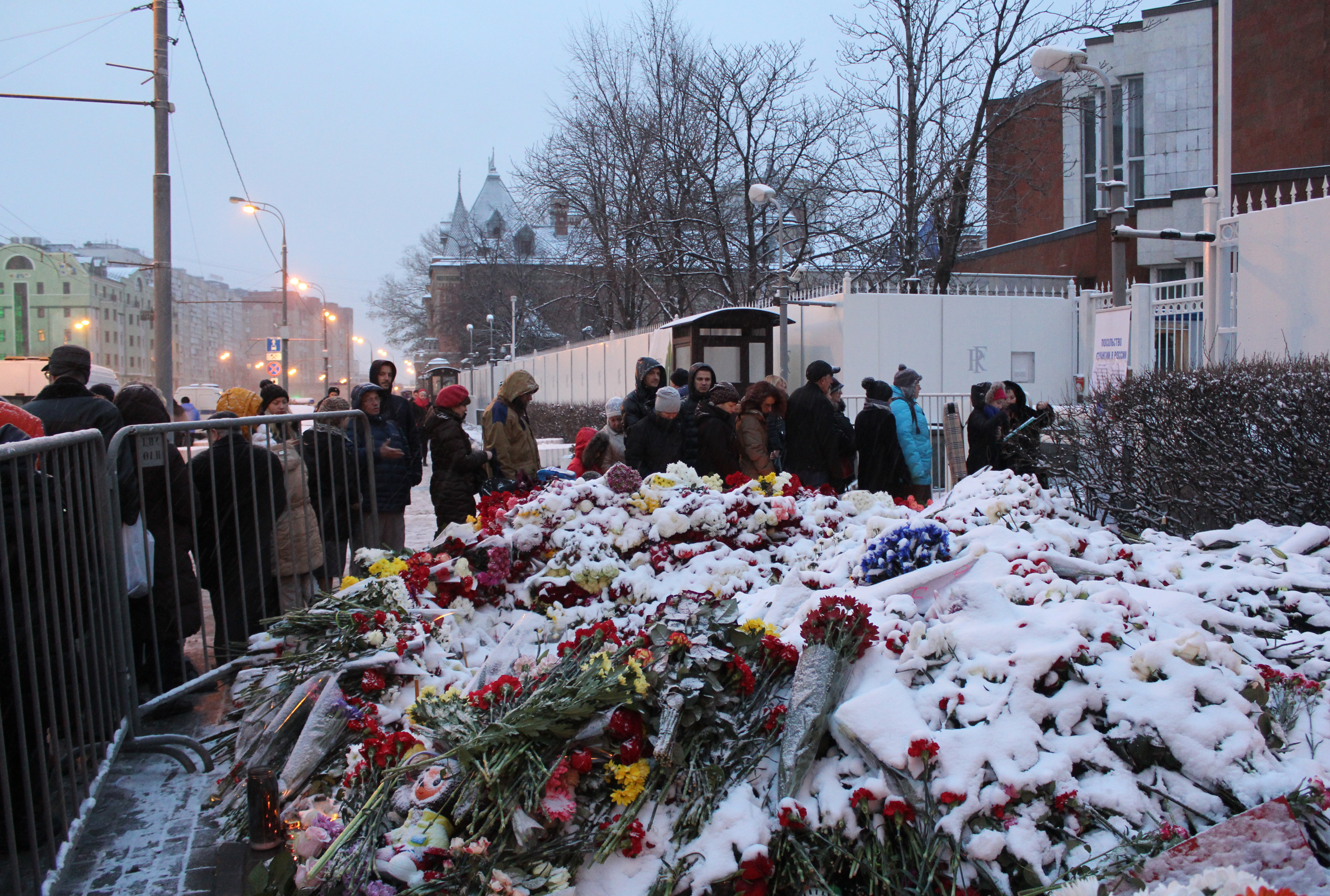
Rusové pokládají květiny u velvyslanectví Francie po útocích Islámského státu v Paříži v listopadu 2015

Islámský stát má na svědomí mnoho desítek tragických teroristických útoků. V červnu roku 2015 se IS přihlásil k teroristickým útokům proti západním turistům v tuniském letovisku Súsa, dále k teroristickým útokům proti kurdským a levicovým aktivistům v tureckém Suruçu a v Ankaře, k sebevražedným atentátům proti šíitským civilistům v jemenském Saná, v libanonském Bejrútu a v iráckém Bagdádu. V říjnu 2015 se přihlásil k umístění bomby na palubu ruského airbusu zříceného na Sinaj v Egyptě a o měsíc později k teroristickým útokům v Paříži provedeným dne 13. listopadu 2015, které si vyžádaly 130 obětí a více než 350 zraněných. V lednu 2016 Islámský stát spáchal bombový útok v Istanbulu proti západním turistům a v březnu 2016 provedl teroristické útoky v Bruselu s několika desítkami obětí.
Islámský stát se přihlásil k útoku kamionem na vánočních trzích v Berlíně 19. prosince 2016, k sebevražednému bombovému útoku v Manchester Areně 22. května 2017, k teroristickým útokům v Katalánsku 17. srpna 2017 i k teroristickému útoku ve Vídni 2. listopadu 2020.

#### Írán
Írán podporuje libanonské šíitské politické a militantní hnutí Hizballáh, které je Izraelem a některými západními zeměmi považováno za teroristickou organizaci.